# Jarred Rome
Jarred Daniel Rome (Boise, 21 dicembre 1976 – Marysville, 21 settembre 2019) è stato un discobolo statunitense, con un primato personale di 68,44 m.

## Palmarès
| Anno | Manifestazione      | Sede        | Evento           | Risultato | Misura  | Note |
| ---- | ------------------- | ----------- | ---------------- | --------- | ------- | ---- |
| 2001 | Universiadi         | Pechino     | Lancio del disco | 8º        | 59,59 m |      |
| 2004 | Olimpiadi           | Atene       | Lancio de disco  | 13º       | 61,55 m |      |
| 2005 | Mondiali            | Helsinki    | Lancio de disco  | 7º        | 64,22 m |      |
| 2007 | Mondiali            | Osaka       | Lancio de disco  | 15º (q)   | 61,87 m |      |
| 2009 | Mondiali            | Berlino     | Lancio del disco | 11º       | 62,47 m |      |
| 2011 | Mondiali            | Taegu       | Lancio del disco | 14º (q)   | 62,22 m |      |
| 2011 | Giochi panamericani | Guadalajara | Lancio del disco | Argento   | 61,71 m |      |
| 2012 | Olimpiadi           | Londra      | Lancio del disco | 31º       | 59,57 m |      |